# 富永隼太
富永 隼太（とみなが はやた、1857年7月23日（安政4年6月3日）- 1926年（大正15年）10月25日）は、明治時代の政治家。衆議院議員（5期）。

## 経歴
肥前大村藩領彼杵郡大村（長崎県東彼杵郡大村、大村町を経て現大村市）に生まれる。生家は農業を営んだ。幼くして漢学と英学を修めた。1882年（明治15年）から8年間に渡り長崎県会議員を務め、その間、常置委員、徴兵参事員、所得税調査委員、学務委員などを歴任した。
1890年（明治23年）7月の第1回衆議院議員総選挙では長崎県第1区から出馬し当選。第3回、第4回、第5回、第6回総選挙でも当選し衆議院議員を通算5期務めた。